# Kessel (Duitsland)

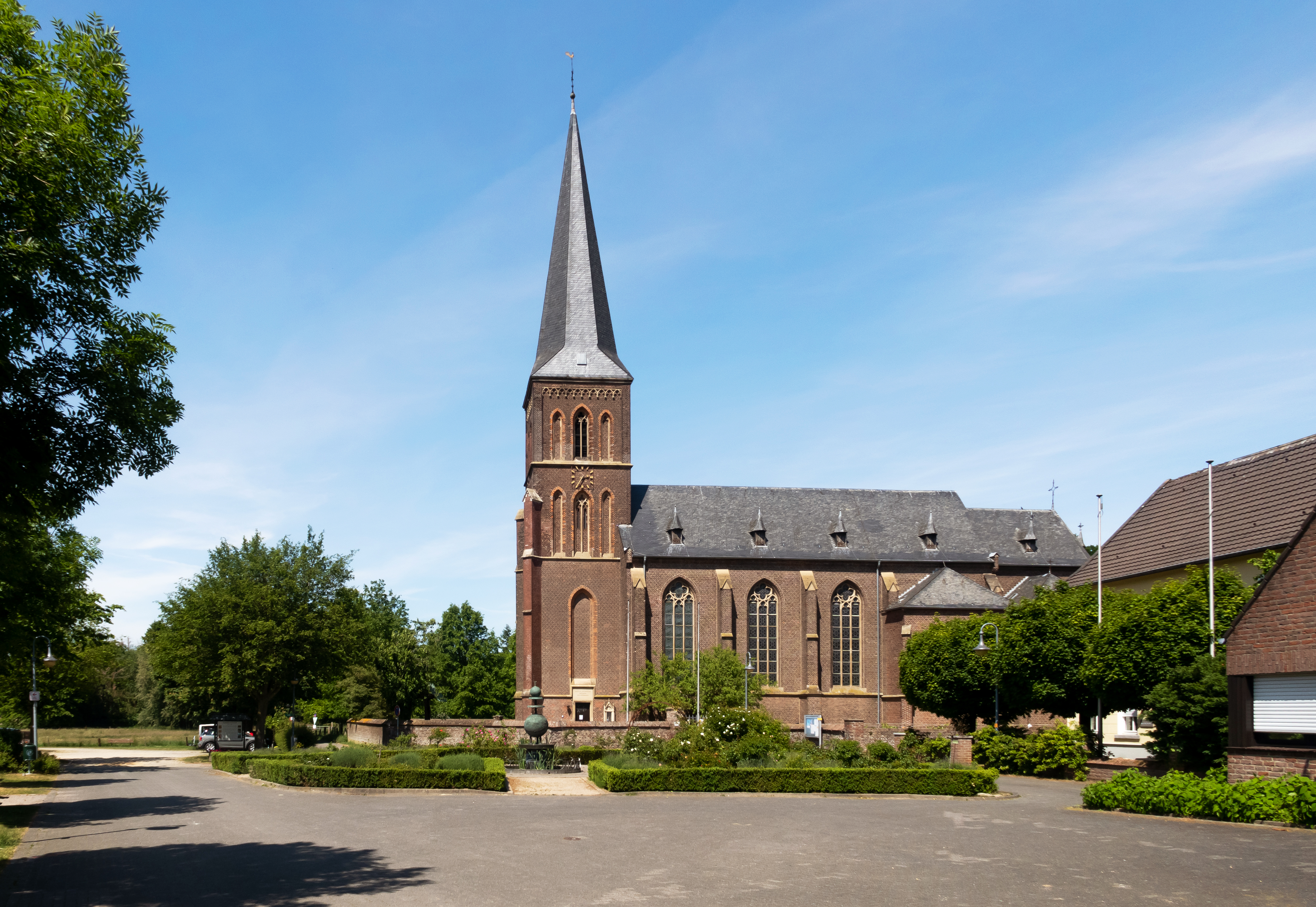
De katholieke Pfarrkirche Sankt Stephanus

Kessel is een dorp in de Duitse deelstaat Noordrijn-Westfalen, gelegen in de Kreis Kleef. Het dorp is sinds 1969 onderdeel van Stadt Goch en heeft 2.134 inwoners (30 juni 2016).

## Geschiedenis
Tegen het einde van de 4e eeuw, toen de Romeinen de Nederrijn verlieten en de Franken dit gebied in bezit namen, werden veel nieuwe nederzettingen gevormd, waarvan sommige marktcoöperaties vormden (zoals Asperden, Kessel, Hassum en Hommersum). Boerderijen en velden waren het privébezit van de vrije boeren, maar het bos en het onontgonnen heideterrein vormden het eigendom van de gemeenschap. Bepaalde rechten hadden alleen de leden van een marktcoöperatie. Naargelang hun aantal aandelen mochten de inwoners hout hakken, de schors van de eik pellen, beukenootjes voor de varkens verzamelen of zelfs hun vee in de wei drijven.
Tot in de 19de eeuw stond nabij Kessel Huis Driesberg. Ook het voormalige kasteel van de Heren van Ottersum stond op het Kesselse grondgebied van Nergena.

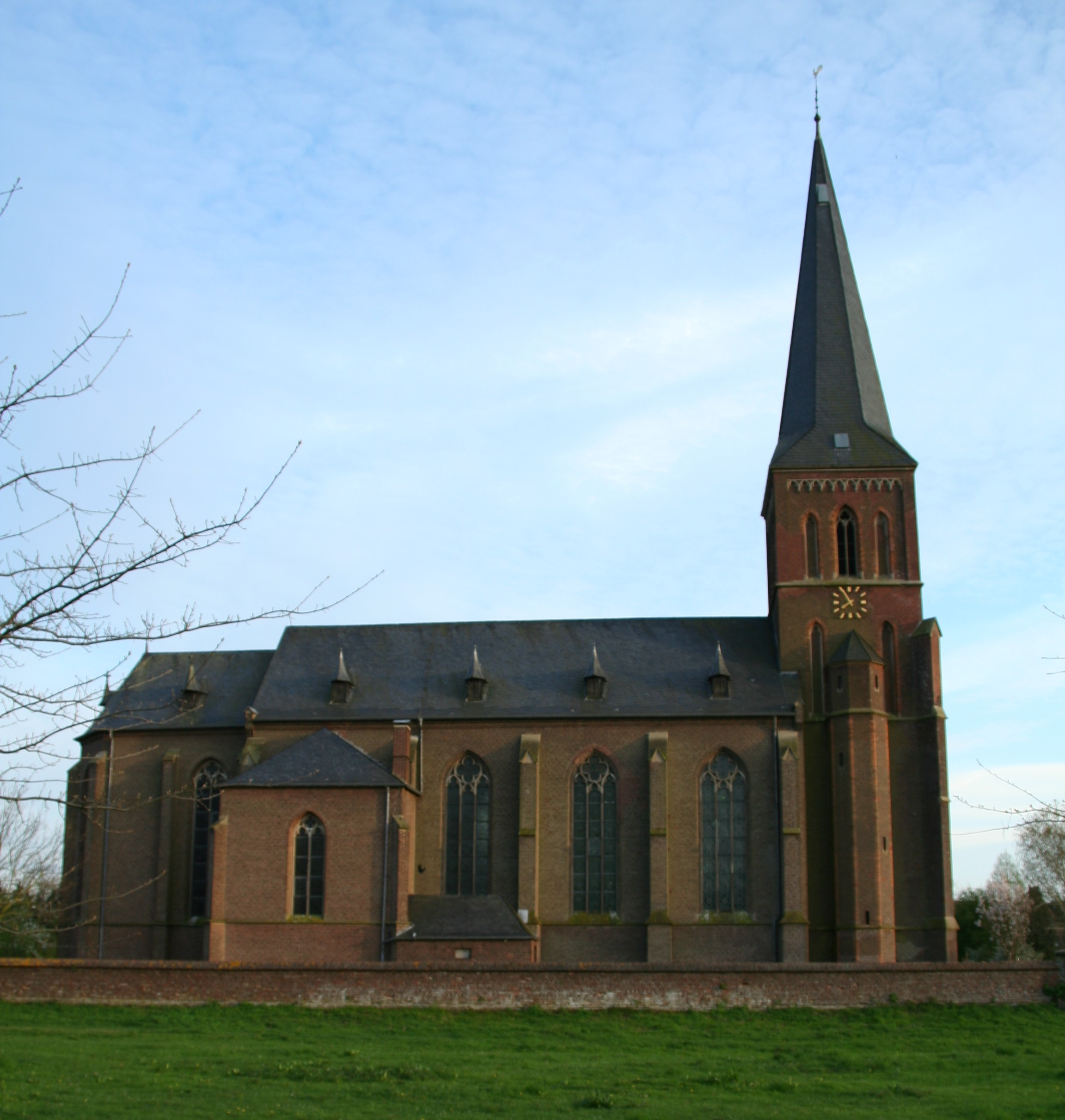
De kerk van Kessel

De neogotische kerk is toegewijd aan de H. Stefanus. De oudste klok is afkomstig uit 1414. De zwaarste klok, 1400 kg, werd in de Tweede Wereldoorlog omgesmolten, en in 1977 vervangen. In de kerk worden kazuifels en andere parafernalia bewaard, afkomstig van de kloosterkerk van het naburige klooster 's-Gravendaal, dat in 1802 op last van Napoleon werd geseculariseerd waarna de kerk vervolgens werd afgebroken.
Kessel ligt aan de Niers. Naast de dorpskern zelf behoren ook de buurtschappen Nergena en Grunewald tot Kessel. De westelijke grens van Kessel is eveneens de grens met Nederland, waar de gemeente Gennep aan grenst. In het noordwesten ligt het Reichswald.

## Verenigingen
- Atletiekvereniging: LAV Goch-Kessel
- Heimat- und Verkehrsverein Kessel
- Hengelvereniging: ASV "in de Kelling 1999" Kessel
- Jongerenvereniging: Katholische Junge Gemeinde (KjG) Kessel
- Koor: Kirchenchor St. Stephanus Kessel
- Muziekvereniging: Musikkapelle Schützenverein Kessel-Nergena 1912
- Schutterij: St. Stephanus-Bruderschaft Kessel 1639 e.V.
- Sportvereniging (voetbal, badminton, basketbal, dansgarde, Rehasport): Spielvereinigung Kessel e.V. 1946
- Vrouwenbond: Rheinische Landfrauen Kessel
- Vrouwenbond: Katholische Frauengemeinschaft (Kfd) Kessel
- Tennisvereniging: Tennisclub Kessel
- Theatergroep: Laienspieltheater "Tingel-Tangel" Kessel

## Geboren
- Otto III (980-1002), keizer van het Heilige Roomse Rijk